# Franciszek Dunin Wąsowicz
Franciszek Dunin Wąsowicz herbu Łabędź – rotmistrz chorągwi 6. Brygady Kawalerii Narodowej w latach 1789–1792, szambelan króla.
W 1787 roku został kawalerem Orderu Świętego Stanisława. 